# 수왕초등학교
수왕초등학교는 대한민국 세종특별자치시가 교육기본법에 따라 설치한 초등학교이다.(수왕초 관계자가 편집한 내용입니다)

## 학교 연혁
- 1970년 4월 7일 연남국민학교 눌왕분교장 개교
- 1973년 3월 1일 수왕국민학교로 승격
- 1985년 3월 6일 병설 유치원(1학급)개원
- 1996년 3월 1일 수왕초등학교로 개정

## 참고 자료
- 수왕초등학교 - 한국교육학술정보원 학교알리미